# Theuma capensis
Theuma capensis là một loài nhện trong họ Gnaphosidae.
Loài này thuộc chi Theuma. Theuma capensis được William Frederick Purcell miêu tả năm 1907.